# Dorian Boccolacci

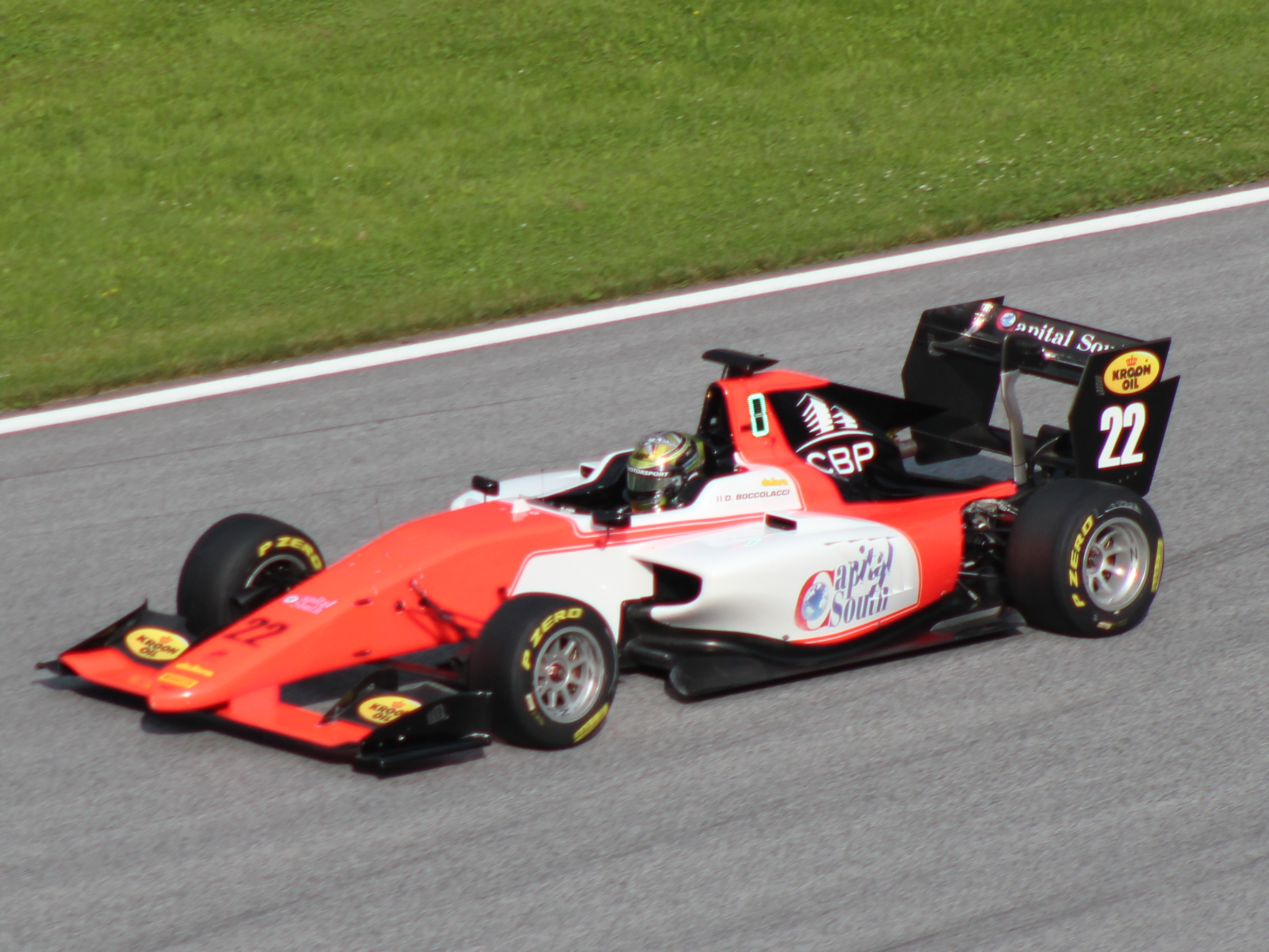
Dorian Boccolacci beim ersten GP3-Rennen in Spielberg 2018

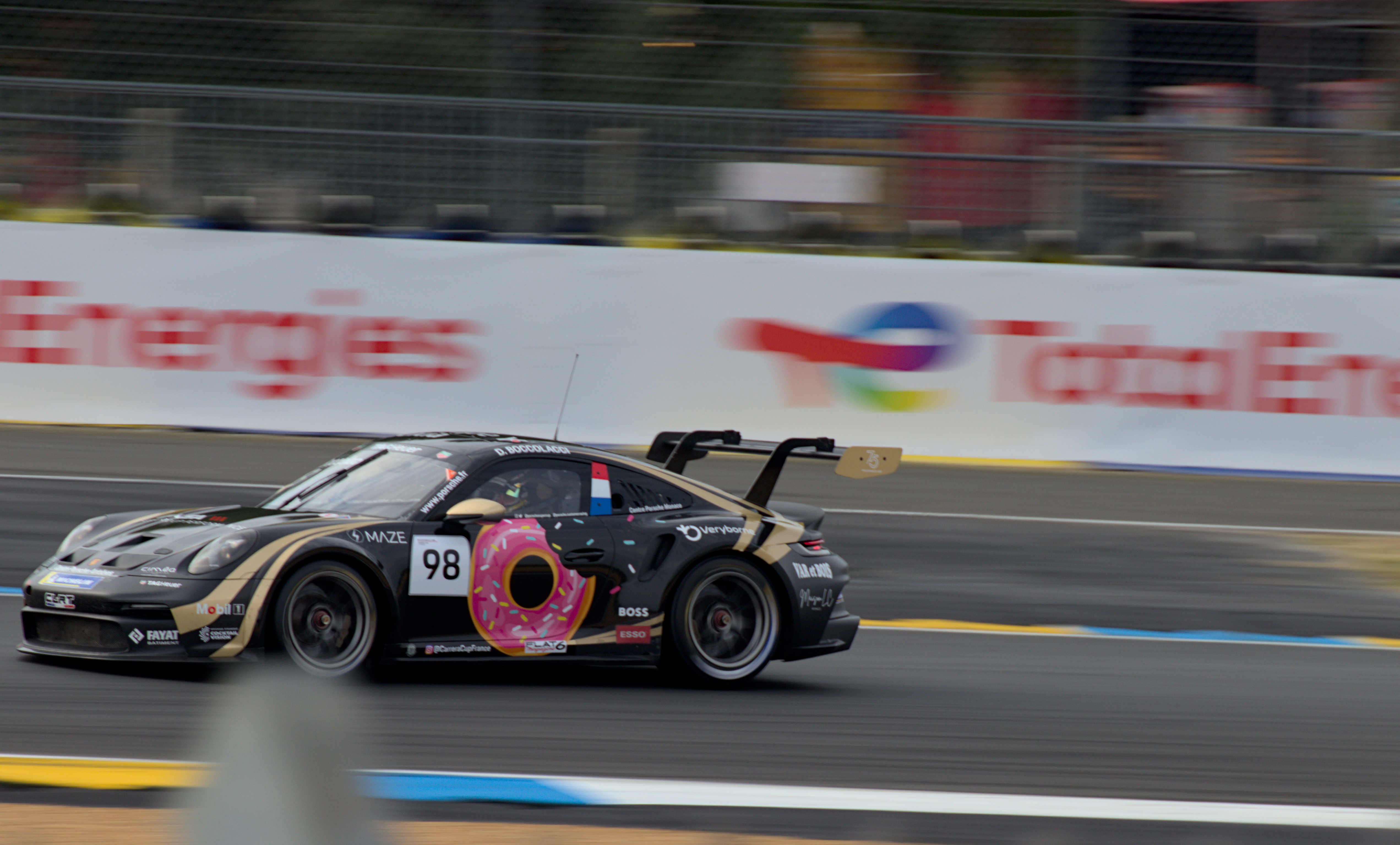
Dorian Boccolacci im Porsche 992 GT3 Cup beim Rennen zum Porsche Carrera Cup Frankreich im Rahmenprogramm des 24-Stunden-Rennens von Le Mans 2023

Dorian Boccolacci (* 9. September 1998 in Cannes) ist ein französischer Automobilrennfahrer. Er trat 2018 in der GP3-Serie und der FIA-Formel-2-Meisterschaft an.

## Karriere
Boccolacci begann seine Motorsportkarriere 2006 im Kartsport, in dem er bis 2013 aktiv blieb. 2011 gewann er in der KF3-Klasse die französische Meisterschaft. 2012 erreichte er in der KF3-Klasse den dritten Platz in der CIK-FIA-Europameisterschaft. Darüber hinaus wurde Boccolacci 2012 in das Förderprogramm des Formel-1-Teams Lotus aufgenommen. 2013 gewann er in der KF-Kategorie die WSK Super Master Series, Andrea Margutti Trophy und die WSK Euro Series. Beim WSK Final Cup wurde er Zweiter, in der CIK-FIA-Europameisterschaft Sechster und im CIK-FIA-Weltcup Neunter. In der KZ2-Klasse gewann er den CIK-FIA-International-Super-Cup.
2014 wechselte Boccolacci in den Formelsport und trat in der französischen F4-Meisterschaft an. Er gewann zwei Rennen und erreichte mit 238 zu 387 Punkten den zweiten Platz hinter Lasse Sørensen. 2015 trat Boccolacci für Signature in der europäischen Formel-3-Meisterschaft an. Er beendete die Saison auf dem 19. Gesamtrang.
2016 erhielt Boccollacci bei Tech 1 Racing ein Cockpit für den Formel Renault 2.0 Eurocup und der nordeuropäischen Formel Renault. Im Eurocup gewann er zwei Rennen und wurde mit 200 zu 253 Punkten Gesamtzweiter hinter Lando Norris. In der nordeuropäischen Formel Renault erreichte er mit einem Sieg den dritten Rang. Darüber hinaus absolvierte er in der Saison 2016 der Euroformula Open zwei Gaststarts für Teo Martín Motorsport.
2017 wechselte Boccolacci in die GP3-Serie, in welcher er für Trident fuhr. 2018 begann er ebenfalls in der GP3-Serie, diesmal bei MP Motorsport. Er gewann ein Rennen und belegte in der Gesamtwertung den zehnten Platz. In der zweiten Saisonhälfte wechselte er teamintern in die Formel 2. Hier belegte er am Saisonende den 21. Platz.

## Statistik

### Karrierestationen
| - 2006–2013: Kartsport - 2014: Französische Formel-4-Meisterschaft (Platz 2) - 2015: Europäische Formel 3 (Platz 19) | - 2016: Formel Renault 2.0 Eurocup (Platz 2) - 2016: Nordeuropäische Formel Renault (Platz 3) - 2017: GP3-Serie (Platz 6) | - 2018: GP3-Serie (Platz 10) - 2018: Formel 2 (Platz 21) - 2019: Formel 2 (Platz 14) |

### Einzelergebnisse in der europäischen Formel-3-Meisterschaft
| Jahr | Team      | Motor      | 1   | 2   | 3   | 4   | 5   | 6   | 7   | 8   | 9   | 10  | 11  | 12  | 13  | 14  | 15  | 16  | 17  | 18  | 19  | 20  | 21  | 22  | 23  | 24  | 25  | 26  | 27  | 28  | 29  | 30  | 31  | 32  | 33  | Punkte | Rang |
| ---- | --------- | ---------- | --- | --- | --- | --- | --- | --- | --- | --- | --- | --- | --- | --- | --- | --- | --- | --- | --- | --- | --- | --- | --- | --- | --- | --- | --- | --- | --- | --- | --- | --- | --- | --- | --- | ------ | ---- |
| 2015 | Signature | Volkswagen | SIL | SIL | SIL | HO1 | HO1 | HO1 | PAU | PAU | PAU | MNZ | MNZ | MNZ | SPA | SPA | SPA | NOR | NOR | NOR | ZAN | ZAN | ZAN | SPI | SPI | SPI | POR | POR | POR | NÜR | NÜR | NÜR | HO2 | HO2 | HO2 | 27     | 19.  |
| 2015 | Signature | Volkswagen | 21  | DNF | 17  | 20  | 32  | 12  | DNF | 26  | 14  | DNF | 28  | EX  | 18  | 5   | 13  | 6   | 8   | 8   | 15  | DNF | 25  | 16  | 17  | 17  | 22  | 16  | 10  | 21  | 17  | DNF | 30  | 15  | 23  | 27     | 19.  |

### Einzelergebnisse in der GP3-Serie
| Jahr | Team          | 1   | 2   | 3   | 4   | 5   | 6   | 7   | 8   | 9   | 10  | 11  | 12  | 13  | 14  | 15  | 16  | 17  | 18  | Punkte | Rang |
| ---- | ------------- | --- | --- | --- | --- | --- | --- | --- | --- | --- | --- | --- | --- | --- | --- | --- | --- | --- | --- | ------ | ---- |
| 2017 | Trident       | ESP | ESP | AUT | AUT | GBR | GBR | HUN | HUN | BEL | BEL | ITA | ITA | ESP | ESP | UAE | UAE |     |     | 93     | 6.   |
| 2017 | Trident       | 6   | 2   | 9   | 17* | 8   | DNS | 5   | 4   | 5   | 17  | 14  | C   | 7   | 2   | 7   | 1   |     |     | 93     | 6.   |
| 2018 | MP Motorsport | ESP | ESP | FRA | FRA | AUT | AUT | GBR | GBR | HUN | HUN | BEL | BEL | ITA | ITA | RUS | RUS | UAE | UAE | 58     | 10.  |
| 2018 | MP Motorsport | 5   | 5   | DSQ | 14  | 10  | 5   | 5   | 9   | 8   | 1   |     |     |     |     |     |     |     |     | 58     | 10.  |

### Einzelergebnisse in der FIA-Formel-2-Meisterschaft
| Jahr | Team                  | 1   | 2   | 3   | 4   | 5   | 6   | 7   | 8   | 9   | 10  | 11  | 12  | 13  | 14  | 15  | 16  | 17  | 18  | 19  | 20  | 21  | 22  | 23  | 24  | Punkte | Rang |
| ---- | --------------------- | --- | --- | --- | --- | --- | --- | --- | --- | --- | --- | --- | --- | --- | --- | --- | --- | --- | --- | --- | --- | --- | --- | --- | --- | ------ | ---- |
| 2018 | Campos Vexatec Racing | BRN | BRN | AZE | AZE | ESP | ESP | MON | MON | FRA | FRA | AUT | AUT | GBR | GBR | HUN | HUN | BEL | BEL | ITA | ITA | RUS | RUS | UAE | UAE | 3      | 21.  |
| 2018 | Campos Vexatec Racing |     |     |     |     |     |     |     |     |     |     |     |     |     |     |     |     | 15  | 18  | DNF | 7   | 13  | 8   | 12  | 11  | 3      | 21.  |
| 2019 | Campos Racing         | BRN | BRN | AZE | AZE | ESP | ESP | MON | MON | FRA | FRA | AUT | AUT | GBR | GBR | HUN | HUN | BEL | BEL | ITA | ITA | RUS | RUS | UAE | UAE | 30     | 14.  |
| 2019 | Campos Racing         | 15  | 17  | 5   | 7   | 14  | 18  | 4   | 5   | DNF | 13  |     |     | DNF | 14  |     |     |     |     |     |     |     |     |     |     | 30     | 14.  |

| Legende  | Legende            | Legende                                                          |
| Farbe    | Abkürzung          | Bedeutung                                                        |
| -------- | ------------------ | ---------------------------------------------------------------- |
| Gold     | –                  | Sieg                                                             |
| Silber   | –                  | 2. Platz                                                         |
| Bronze   | –                  | 3. Platz                                                         |
| Grün     | –                  | Platzierung in den Punkten                                       |
| Blau     | –                  | Klassifiziert außerhalb der Punkteränge                          |
| Violett  | DNF                | Rennen nicht beendet (did not finish)                            |
| Violett  | NC                 | nicht klassifiziert (not classified)                             |
| Rot      | DNQ                | nicht qualifiziert (did not qualify)                             |
| Rot      | DNPQ               | in Vorqualifikation gescheitert (did not pre-qualify)            |
| Schwarz  | DSQ                | disqualifiziert (disqualified)                                   |
| Weiß     | DNS                | nicht am Start (did not start)                                   |
| Weiß     | WD                 | zurückgezogen (withdrawn)                                        |
| Hellblau | PO                 | nur am Training teilgenommen (practiced only)                    |
| Hellblau | TD                 | Freitags-Testfahrer (test driver)                                |
| ohne     | DNP                | nicht am Training teilgenommen (did not practice)                |
| ohne     | INJ                | verletzt oder krank (injured)                                    |
| ohne     | EX                 | ausgeschlossen (excluded)                                        |
| ohne     | DNA                | nicht erschienen (did not arrive)                                |
| ohne     | C                  | Rennen abgesagt (cancelled)                                      |
| ohne     | keine WM-Teilnahme |                                                                  |
| sonstige | P/fett             | Pole-Position                                                    |
| sonstige | 1/2/3/4/5/6/7/8    | Punktplatzierung im Sprint-/Qualifikationsrennen                 |
| sonstige | SR/kursiv          | Schnellste Rennrunde                                             |
| sonstige | *                  | nicht im Ziel, aufgrund der zurückgelegten Distanz aber gewertet |
| sonstige | ()                 | Streichresultate                                                 |
| sonstige | unterstrichen      | Führender in der Gesamtwertung                                   |